# Jean Tsien
Jean Tsien (* in Taiwan) ist eine taiwanische Filmproduzentin und -editorin.

## Leben und Karriere
Tsien wurde in Taiwan geboren, zog jedoch mit elf Jahren in die USA. Sie arbeitet seit den 1980er Jahren an Dokumentarfilmen, zunächst als Editorin, später auch als Story Consultant, Produzentin und Executive Producer. Der erste Spielfilm, den Tsien edierte, Something Within Me gewann beim Sundance Film Festival 1993 drei Auszeichnungen. Weitere, von ihr edierte, Filme sind Scottsboro: An American Tragedy, der 2001 für einen Oscar nominiert wurde, die mit dem Peabody Award ausgezeichneten Filme Malcolm X: Make it Plain, Travis und Solar Mama, Dixie Chicks: Shut Up & Sing und Miss Sharon Jones!, die es beide auf die Shortlist der Oscars schafften, sowie The Apollo, der 2020 mit einem Emmy als Outstanding Documentary ausgezeichnet wurde.
Viele Filme, bei denen Tsien als Executive Producer und Editorin tätig war, beschäftigen sich mit China, wie zum Beispiel der Dokumentarfilm Plastic China, der sich mit Recycling auseinandersetzt und den Golden Horse Award für den Besten Schnitt gewann.
Im Jahr 2021 gewann Tsien zwei Peabody Awards: Einen für die fünfteilige Serie Asian Americans, die sie produzierte; den anderen für 76 Days, ein Film über die ersten Tage der COVID-19-Krise in Wuhan. Dieser Film schaffte es auf die Shortlist der Oscarverleihung 2021 und gewann den Primetime Emmy Award for Exceptional Merit in Documentary Filmmaking. Bei der Oscarverleihung 2024 wurde Tsien gemeinsam mit S. Leo Chiang für ihren Film Island in Between in der Kategorie Bester Dokumentar-Kurzfilm nominiert.

## Filmografie (Auswahl)

### Als Produzentin
- 2012: Drivers Wanted (auch Schnitt)
- 2020: 76 Days
- 2021: Go Through The Dark
- 2022: Free Chol Soo Lee
- 2022: Nüshu – Die geheime Sprache der Chinesinnen (Hidden Letters)
- 2023: Independent Lens (auch Schnitt)
- 2023: Island in Between

### Als Editorin
- 1993: Something Within Me
- 1997: Travis
- 2000: Scottsboro: An American Tragedy
- 2004: Music From the Inside Out
- 2006: Shut Up & Sing
- 2008: The Biggest Chinese Restaurant in the World
- 2012: Rafea: Solar Mama
- 2012: A Place at the Table
- 2013: The Road to Fame
- 2015: Miss Sharon Jones!
- 2015: Please Remember Me
- 2016: Plastic China
- 2018: Take Back the Harbor
- 2019: The Apollo
- 2023: AKA Mr. Chow